# Fräkentjärnen (Färila socken, Hälsingland, 688111-147229)
Fräkentjärnen är en sjö i Ljusdals kommun i Hälsingland och ingår i Ljusnans huvudavrinningsområde.